# L'isola della felicità
L'isola della felicità è un film del 1921 diretto da Luciano Doria con interpreti principali Diomira Jacobini e Alberto Collo.
La pellicola di produzione Fert Film è divisa in un prologo e tre tempi: Il raid Parigi-Calcutta, In alto mare, La rentrée dell'asso. Secondo le cronache cinematografiche dell'epoca la censura colpì il film a causa di alcune scene che creavano delle situazioni ritenute scabrose e vennero quindi modificate o addirittura tagliate. Il Nullaosta viene concesso nel marzo del 1921.

## Trama

Alfonso Cassini alias il padre di Magala

Il regista Luciano Doria

Causa un'avaria al biplano, l'aviatore Claudio Vinci e il suo meccanico Sfortunello Fortuna sono costretti ad un atterraggio forzato sull'isola della felicità, un atollo sperduto nell'immenso Oceano Atlantico. Mentre cercano di riparare il più velocemente possibile l'aereo si imbattono in una giovane e bellissima ragazza, Magala, che, a causa del naufragio del piroscafo su cui viaggiava, vive sull'isola fin dall'infanzia insieme a un anziano che è diventato più di un padre per lei. Il vecchio però non ha mai cercato un modo per far ritorno sulla terra ferma, convincendo anche Malaga a sfuggire eventuali avvistamenti di navi di passaggio. Anche al momento della ripartenza dell'aviatore e del suo meccanico, che si offrono di dare un passaggio alla coppia, l'uomo si rifiuta, mentre Magala legata a lui dall'affetto e dalla riconoscenza, non vuole lasciarlo solo nonostante l'attrazione che prova per Claudio. Passerà molto tempo, ci vorrà la morte dell'anziano, per convincere la ragazza a superare la paura dell'ignoto e a ritornare alla civiltà. Si trasferisce in una città dove vive un suo lontano parente e dove scopre di avere nobili natali insieme ad un patrimonio non indifferente. A una festa, nelle nuove vesti della sofisticata Principessa (o Contessa) di Tarnia, ritrova Claudio, che non l'ha mai dimenticata.

## Critica
Per ciò che riguarda quest'opera, attualmente, nella collezione del Museo nazionale del Cinema, sono conservate solo un paio di foto di scena e la brochure della Fert. Non avendo ancora ritrovato delle copie della pellicola per un eventuale restauro non è quindi possibile darne oggi un giudizio, specialmente sotto il profilo tecnico. Le uniche valutazioni sono quelle dei critici cinematografici dell'epoca che sono abbastanza discordanti, soprattutto per quel che riguarda la sceneggiatura.
Per Dionisio, ne La Vita Cinematografica del 15 aprile 1921, il lavoro del regista romano è «veramente singolare e squisito» giudicandolo il «più organico ed equilibrato che il Doria ci abbia finora dato». Per quanto riguarda la sceneggiatura, la storia «appartiene a quel genere di lavori sentimentali e fantastici». Per il critico quindi L'isola della felicità la cui vicenda, sostiene, sta tra la vita ed il sogno, tra la realtà e la fantasia, è una pellicola originale, armoniosa e gustosa. «Ottimi Cassini, Collo e Martinelli, nelle rispettive parti. Buona la fotografia».
Di parere opposto è Zadig, ne La Rivista Cinematografica del 25 aprile 1921, che, malgrado il suo apprezzamento per il regista nel creare «situazioni e personaggi inverosimili o, per lo meno, molto lontani dalla vita vissuta», giudica l'opera come il suo peggior lavoro, fino a dichiararlo «zoppicante e quasi del tutto stiracchiato».
R. D'Orazio, ne La Rivista Cinematografica del 10 luglio 1923, critica la sceneggiatura: «Le zoppe non mancano mai, e ci accorgiamo che esse sono sempre nelle trame» in riferimento ad alcune scene del film giudicandole troppo inverosimili. Nel naufragio del piroscafo: «Un tal signore (Alfonso Cassini) riesce a salvarsi con una bambinella non sua, approdando in un'isola deserta. Perché egli non cerca mai e poi mai di richiamare l'attenzione dei naviganti, e preferisce vivere e morire colà da eremita, trattenendo seco la bambina, fino a che ella diventa donna (Diomira Jacobini) ed a lui crescono i capelli e la barba lunga un metro?». Neanche il personaggio di Magala si salva: «Quando Dio vuole, la selvaggia fanciulla, che fugge gli uomini, dopo la morte del vecchio chiama una goletta transitante al largo e viene portata in città; ella ha una paura matta degli uomini e delle cose, ritrova uno zio dottore, il titolo di Contessa e molti milioni, (mercé uno scritto lasciatole dal vecchio morto e che ella, sull'isola deserta, non avea saputo leggere). Eccoci: lo stesso giorno in cui ella ritrova queste cose diventa una donna alla moda e cognita di tutte le raffinatezze». Definisce invece buona l'interpretazione di Diomira Jacobini sia nelle vesti di Magala che in quelle della Principessa/Contessa, corretta quella di Alberto Collo, «ottimo il povero Alfonso Cassini e comico il Martinelli. Messa in scena e tecnica buone. Fotografia scura, copia orribile».